# 음력 6월 9일
음력 6월 9일은 음력 6월의 9번째 날이다.

## 사건
- 1421년 - 조선 세종 3년, 왜관(倭館)에서의 밀무역을 단속하다.
- 1433년 - 조선 세종 15년, 정초(鄭招)·박연(朴堧)·김진(金鎭) 등이 새로 만든 혼천의(渾天儀)를 올리다.
- 1481년 - 조선 성종 12년, 평안도 의주(義州) 지방에 성을 쌓고 관문(關門)을 두다.
- 1526년 - 조선 중종 21년, 평안도에 큰비가 내려 1,500결 토지의 곡식이 손상되다.
- 1573년 - 조선 선조 6년, 전라도 낙안(樂安) 땅의 금오도(金鰲島) 수토장(搜討將)이 왜선(倭船)과 만나 싸우다.
- 1638년 - 조선 인조 16년, 몽골에서 소를 구입하여 평안도에 나누어 주어 농사짓는 데 도움이 되게 했다.
- 1643년 - 조선 인조 21년, 한성부 및 경상도의 대구(大丘)·안동(安東)·김해(金海)·영덕(盈德)·울산부(蔚山府) 등과 전라도에서 지진이 있었고, 전라도 화순현(和順縣)·영광군(靈光郡)에서는 벼락이 쳤다.
- 1731년 - 조선 영조 7년, 전염병으로 경상도에 환자 1,915명과 사망자 325명, 충청도 환자 1,050명과 사망자 378명이 발생하다.
- 1788년 - 조선 정조 12년, 강릉의 엽치군(獵雉軍, 꿩 사냥꾼)을 공납의 폐단이 있다는 이유로 폐지하다.
- 1882년 - 조선 고종 19년, 임오군란이 일어나다.

## 문화
- 1402년 - 조선 태종 2년, 하륜이 근천정(覲天庭)·수명명(受明命) 등 악장(樂章)을 짓다.
- 1432년 - 조선 세종 14년, 집현전에서 《삼강행실(三綱行實)》을 편찬하다.
- 1699년 - 조선 숙종 25년, 《국조보감(國朝寶鑑)》과 《여지승람(輿地勝覽)》을 편찬케 하다.
- 1739년 - 조선 영조 15년, 동관왕묘(東關王廟)를 중수하고 관원을 보내어 치제(致祭)하다.

## 탄생
- 1953년 - 대한민국의 군인 최윤희.
- 1985년 - 대한민국의 레이싱 모델 신선아.
- 1992년 - 대한민국의 축구선수 손흥민.

## 같이 보기
- 음력 360일: 1월 2월 3월 4월 5월 6월 7월 8월 9월 10월 11월 12월
- 전날:6월 8일 다음날:6월 10일 - 전달:5월 9일 다음달:7월 9일
- 양력:6월 9일
- 음력, 윤달